# Torymus tsugae
Torymus tsugae är en stekelart som först beskrevs av Kôji Yano 1918.  Torymus tsugae ingår i släktet Torymus och familjen gallglanssteklar. Inga underarter finns listade i Catalogue of Life.